# Gundu
Koordinaten: 12° 4′ 0″ S, 33° 1′ 0″ O
Gundu ist ein archäologischer Fundort in Sambia 30 Kilometer Luftlinie nordwestlich von Lundazi, westlich des Luangwatales.
Gundu wird als späteisenzeitlich klassifiziert. Die gefundene Keramik wird der Luangwa-Tradition zugeschrieben, die matrilinear organisierten Bantu zugeordnet wird. Es wird eine Ähnlichkeit mit Funden auf dem Batoka-Plateau südlich von Kansanshi festgestellt. Ein Verbreitung dieser Keramik als Handelsgut wird nicht ausgeschlossen.
Als Gundu wird auch ein schwerer Reibestein bezeichnet.